# Friedrich Leo

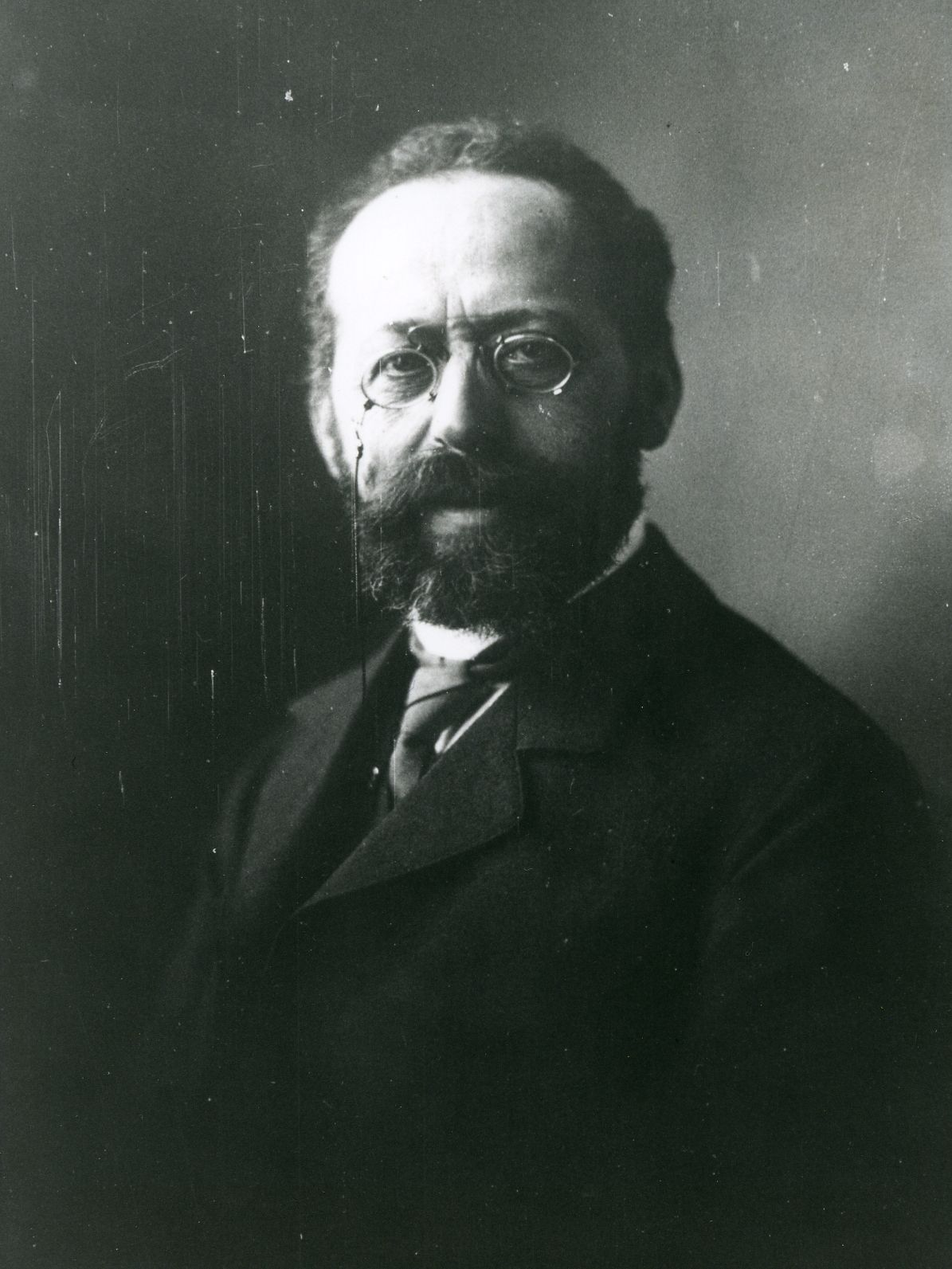
Friedrich Leo

Friedrich Leo (* 10. Juli 1851 in Regenwalde, Preußen; † 15. Januar 1914 in Göttingen) war ein deutscher klassischer Philologe, der in Kiel (1881–1883), Rostock (1883–1888), Straßburg (1888–1889) und Göttingen (1889–1914) als Professor wirkte. Als Latinist erwarb er sich um die dramatische Dichtung der Römer bleibende Verdienste, besonders in der Textkritik des Plautus und Seneca.

## Leben
Der Sohn des Arztes Ludwig Friedrich Leo studierte ab 1868 in Göttingen, wo er in die Burschenschaft Brunsviga eintrat. Nach dem Militärdienst im Krieg 1870/71 studierte er dann in Bonn Klassische Philologie bei Franz Bücheler und Hermann Usener, zusammen mit Georg Kaibel, Friedrich von Duhn, Georg Dehio und Hans Delbrück. Nach der Promotion 1873 reiste Leo mehrmals in die Mittelmeerländer und habilitierte sich 1877 in Bonn. 1881 wurde er außerordentlicher Professor in Kiel, 1883 ordentlicher Professor in Rostock und 1888 in Straßburg. 1889 wurde er auf einen latinistischen Lehrstuhl nach Göttingen berufen, den er bis zu seinem Tod innehatte. Sein Nachfolger wurde Richard Reitzenstein. Im akademischen Jahr 1903/1904 war Leo Rektor der Universität Göttingen. Seit 1893 war er auch ordentliches Mitglied der Göttinger Gesellschaft der Wissenschaften und seit 1897 deren Sekretär.
1883 heiratete Friedrich Leo Cécile Hensel (1858–1928), eine Tochter des Gutsbesitzers und Unternehmers Sebastian Hensel, Enkelin der Komponistin Fanny Hensel und des Malers Wilhelm Hensel und Ururenkelin des Philosophen und Unternehmers Moses Mendelssohn sowie Schwester des Philosophen Paul Hensel, des Mathematikers Kurt Hensel und der Schriftstellerin Lili du Bois-Reymond, geb. Hensel. Cécile war eine begeisterte Scherenschnittkünstlerin, deren künstlerische Werke bis heute Beachtung finden. Das Paar hatte drei Kinder: Erika Leo (1887–1949, seit 1913 verheiratet mit dem Germanisten Walther Brecht), den Romanisten Ulrich Leo (1890–1964) und den Theologen Paul Leo (1893–1958), siehe Stammliste seines Vaters Ludwig Friedrich Leo.

## Leistungen
Bereits zu Beginn seiner wissenschaftlichen Laufbahn veröffentlichte Leo grundlegende Ausgaben der Tragödien Senecas und (für die Monumenta Germaniae Historica) der Schriften des Venantius Fortunatus. Später standen vor allem Plautus und die frühe römische Literatur generell im Zentrum seiner Forschungen. Daneben beschäftigte er sich mit der Biographie in der Antike. Wie Ulrich von Wilamowitz-Moellendorff, der in Göttingen zeitweilig sein Kollege war, vertrat Leo das Konzept einer umfassenden Altertumswissenschaft.

## Ehrungen
- 1889: ordentliches Mitglied der Akademie der Wissenschaften zu Göttingen
- 1906: korrespondierendes Mitglied der Preußischen Akademie der Wissenschaften

## Schriften (Auswahl)
- Plautinische Forschungen. Weidmann, Berlin 1895; 2. Auflage 1912 (Digitalisat); Nachdruck Wissenschaftliche Buchgesellschaft, Darmstadt 1966.
- Die griechisch-römische Biographie nach ihrer literarischen Form. Teubner, Leipzig 1901 (Digitalisat); Nachdruck Olms, Hildesheim, 1990. ISBN 3-487-00986-2
- Der Saturnische Vers. Weidmann, Berlin 1905.
- Geschichte der römischen Literatur. Bd. 1. Die archaische Literatur. Weidmann, Berlin 1913 (Digitalisat).
- Ausgewählte kleine Schriften. Edizioni di Storia e Letteratura, Roma 1960, 2 Bände